# Bishopiana glumacea
Bishopiana glumacea är en spindelart som först beskrevs av Gao, Fei och Zhu 1992.  Bishopiana glumacea ingår i släktet Bishopiana och familjen täckvävarspindlar. Inga underarter finns listade.